# Reprezentacja Australii w piłce wodnej kobiet
Reprezentacja Australii w piłce wodnej kobiet – zespół, biorący udział w imieniu Australii w meczach i sportowych imprezach międzynarodowych w piłce wodnej, powoływany przez selekcjonera, w którym mogą występować wyłącznie zawodnicy posiadający obywatelstwo australijskie. Za jej funkcjonowanie odpowiedzialny jest Australijski Związek Piłki Wodnej (WPAL), który jest członkiem Międzynarodowej Federacji Pływackiej.